# ولمان (تگزاس)
ولمان، تگزاس (به انگلیسی: Wellman, Texas) یک شهر در ایالات متحده آمریکا با جمعیت ۲۰۳ نفر است که در تگزاس واقع شده‌است.